# 魏大斌
魏大斌（？—1822年），清朝武官，廣東嘉應州長樂縣（今廣東省梅州市五華縣）人。
乾隆二十六年（1761年）辛巳恩科武進士。乾隆三十三年，任金門鎮標左營守備。乾隆三十七年，任金門鎮標右營遊擊。乾隆四十二年，任烽火門水師參將。乾隆四十六年，任水師提標中軍參將。乾隆四十八年，任閩安協副將。乾隆五十年，任澎湖協副將。乾隆五十一年，任浙江溫州鎮總兵。乾隆五十三年，任安平協左營遊擊。乾隆五十四年，任廣東左翼鎮總兵、閩粵南澳鎮總兵。嘉慶八年，任廣東左翼鎮總兵官。嘉慶九年，署廣東提督。有子魏朝琮。